# Championnats du monde de patinage artistique 2008
Navigation
Mondiaux 2007 Mondiaux 2009
Les championnats du monde de patinage artistique 2008 ont lieu du 16 au 23 mars 2008 au Scandinavium de Göteborg en Suède.
Pour la première fois aux mondiaux, plus de cinquante patineuses participent à la compétition individuelle féminine.

## Qualifications
Les patineurs sont éligibles à l'épreuve s'ils représentent une nation membre de l'Union internationale de patinage (International Skating Union en anglais) et s'ils ont atteint l'âge de 15 ans avant le 1er juillet 2007. Les fédérations nationales sélectionnent leurs patineurs en fonction de leurs propres critères, mais l'Union internationale de patinage exige un score minimum d'éléments techniques (Technical Elements Score en anglais) lors d'une compétition internationale avant les championnats du monde.
Sur la base des résultats des championnats du monde 2007, l'Union internationale de patinage autorise chaque pays à avoir de une à trois inscriptions par discipline.
| Entrées                                                    | Messieurs                             | Dames                                      | Couples                             | Danse sur glace          |
| ---------------------------------------------------------- | ------------------------------------- | ------------------------------------------ | ----------------------------------- | ------------------------ |
| 3                                                          | France Japon États-Unis               | Japon États-Unis                           | Canada Chine                        | Canada Russie États-Unis |
| 2                                                          | Belgique Canada Suède Suisse Tchéquie | Canada Finlande Italie Corée du Sud Suisse | Allemagne Russie Ukraine États-Unis | Bulgarie France Italie   |
| Les pays non listés dans ce tableau ont droit à une entrée |                                       |                                            |                                     |                          |

En danse sur glace, la danse imposée est le tango argentin.

## Podiums
| Épreuves                            | Or                                      | Argent                    | Bronze                           |
| ----------------------------------- | --------------------------------------- | ------------------------- | -------------------------------- |
| Messieurs résultats détaillés       | Jeffrey Buttle                          | Brian Joubert             | Johnny Weir                      |
| Dames résultats détaillés           | Mao Asada                               | Carolina Kostner          | Kim Yuna                         |
| Couples résultats détaillés         | Aljona Savchenko / Robin Szolkowy       | Zhang Dan / Zhang Hao     | Jessica Dubé / Bryce Davison     |
| Danse sur glace résultats détaillés | Isabelle Delobel / Olivier Schoenfelder | Tessa Virtue / Scott Moir | Jana Khokhlova / Sergey Novitski |

## Tableau des médailles

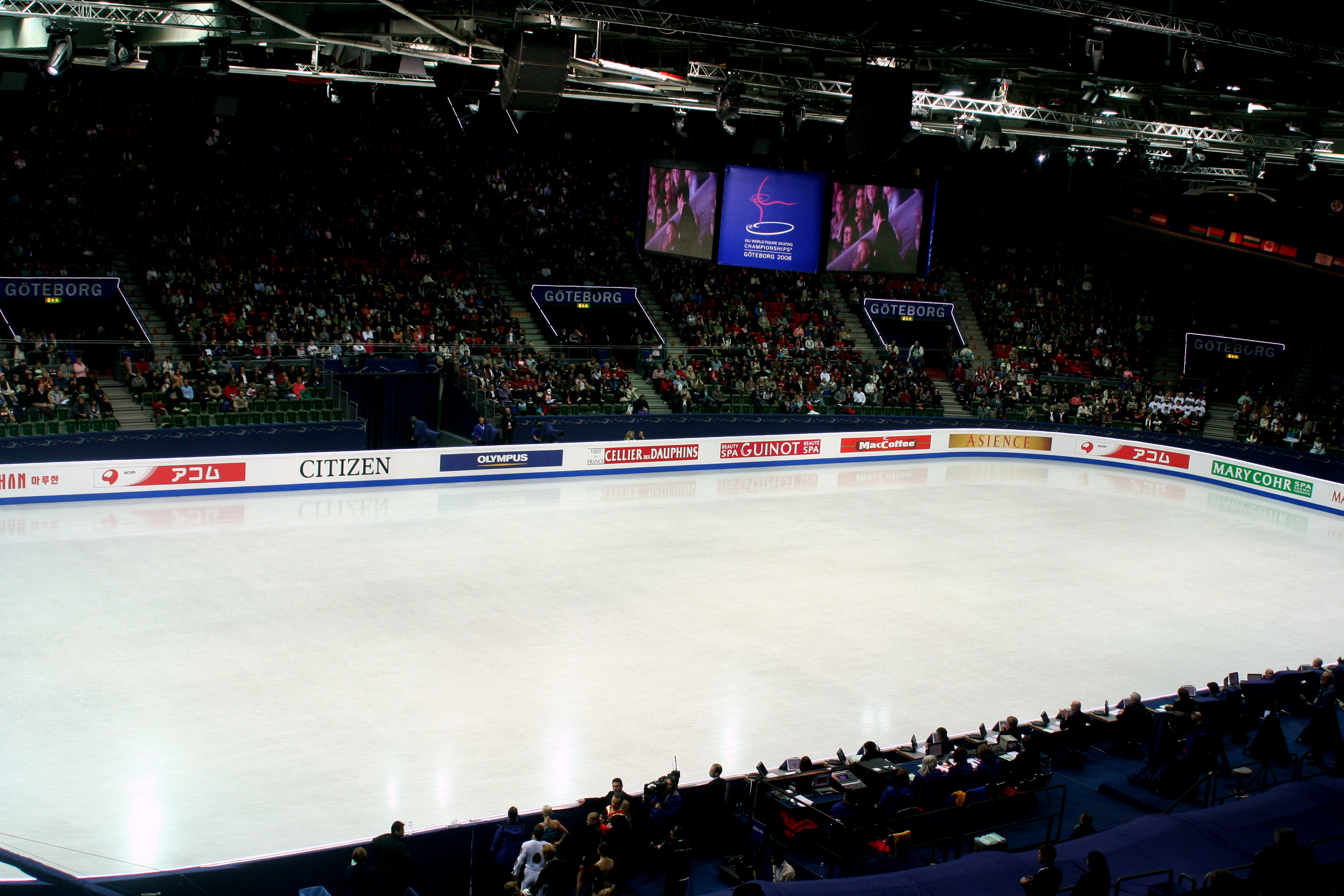
Le Scandinavium pendant les championnats du monde 2008.

| Rang  | Nation       | Or | Argent | Bronze | Total |
| ----- | ------------ | -- | ------ | ------ | ----- |
| 1     | Canada       | 1  | 1      | 1      | 3     |
| 2     | France       | 1  | 1      | 0      | 2     |
| 3     | Allemagne    | 1  | 0      | 0      | 1     |
| 3     | Japon        | 1  | 0      | 0      | 1     |
| 5     | Chine        | 0  | 1      | 0      | 1     |
| 5     | Italie       | 0  | 1      | 0      | 1     |
| 7     | Corée du Sud | 0  | 0      | 1      | 1     |
| 7     | États-Unis   | 0  | 0      | 1      | 1     |
| 7     | Russie       | 0  | 0      | 1      | 1     |
| Total | Total        | 4  | 4      | 4      | 12    |

## Détails des compétitions

### Messieurs

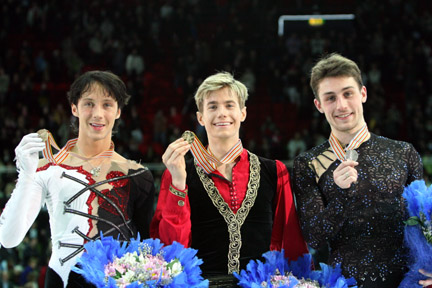
Podium des Messieurs

| Rang                                        | Nom                   | Pays             | Points | Programme court | Programme court | Programme libre | Programme libre |
| ------------------------------------------- | --------------------- | ---------------- | ------ | --------------- | --------------- | --------------- | --------------- |
| 1                                           | Jeffrey Buttle        | Canada           | 245.17 | 1               | 82.10           | 1               | 163.07          |
| 2                                           | Brian Joubert         | France           | 231.22 | 6               | 77.75           | 2               | 153.47          |
| 3                                           | Johnny Weir           | États-Unis       | 221.84 | 2               | 80.79           | 5               | 141.05          |
| 4                                           | Daisuke Takahashi     | Japon            | 220.11 | 3               | 80.40           | 6               | 139.71          |
| 5                                           | Stéphane Lambiel      | Suisse           | 217.88 | 5               | 79.12           | 7               | 138.76          |
| 6                                           | Kevin Van Der Perren  | Belgique         | 216.02 | 9               | 70.24           | 3               | 145.78          |
| 7                                           | Sergey Voronov        | Russie           | 209.93 | 15              | 65.26           | 4               | 144.67          |
| 8                                           | Takahiko Kozuka       | Japon            | 205.15 | 8               | 70.91           | 8               | 134.24          |
| 9                                           | Patrick Chan          | Canada           | 203.55 | 7               | 72.81           | 11              | 130.74          |
| 10                                          | Stephen Carriere      | États-Unis       | 201.69 | 11              | 68.20           | 9               | 133.49          |
| 11                                          | Jeremy Abbott         | États-Unis       | 197.26 | 14              | 65.61           | 10              | 131.65          |
| 12                                          | Sergei Davydov        | Biélorussie      | 196.79 | 12              | 68.19           | 12              | 128.60          |
| 13                                          | Adrian Schultheiss    | Suède            | 194.39 | 13              | 66.45           | 13              | 127.94          |
| 14                                          | Kristoffer Berntsson  | Suède            | 193.72 | 10              | 69.02           | 15              | 124.70          |
| 15                                          | Tomáš Verner          | Tchéquie         | 191.94 | 4               | 79.87           | 20              | 112.07          |
| 16                                          | Karel Zelenka         | Italie           | 187.65 | 17              | 64.05           | 16              | 123.60          |
| 17                                          | Gregor Urbas          | Slovénie         | 187.48 | 18              | 61.65           | 14              | 125.83          |
| 18                                          | Yannick Ponsero       | France           | 182.06 | 16              | 64.46           | 18              | 117.60          |
| 19                                          | Yasuharu Nanri        | Japon            | 179.88 | 20              | 60.89           | 17              | 118.99          |
| 20                                          | Anton Kovalevski      | Ukraine          | 178.13 | 21              | 60.74           | 19              | 117.39          |
| 21                                          | Igor Macypura         | Slovaquie        | 169.93 | 19              | 61.19           | 21              | 108.74          |
| 22                                          | Jamal Othman          | Suisse           | 164.02 | 22              | 57.75           | 22              | 106.27          |
| 23                                          | Li Chengjiang         | Chine            | 155.75 | 23              | 53.99           | 23              | 101.76          |
| 24                                          | Abzal Rakimgaliev     | Kazakhstan       | 149.92 | 24              | 51.58           | 24              | 98.34           |
| Patineurs éliminés après le programme court |                       |                  |        |                 |                 |                 |                 |
| 25                                          | Alexandr Kazakov      | Biélorussie      |        | 25              | 51.00           | NC              | NC              |
| 26                                          | Michael Chrolenko     | Norvège          |        | 26              | 50.50           | NC              | NC              |
| 27                                          | Pavel Kaška           | Tchéquie         |        | 27              | 49.98           | NC              | NC              |
| 28                                          | Boris Martinec        | Croatie          |        | 28              | 48.91           | NC              | NC              |
| 29                                          | Elliot Hilton         | Royaume-Uni      |        | 29              | 48.10           | NC              | NC              |
| 30                                          | Javier Fernández      | Espagne          |        | 30              | 47.87           | NC              | NC              |
| 31                                          | Mikko Minkkinen       | Finlande         |        | 31              | 47.15           | NC              | NC              |
| 32                                          | Peter Liebers         | Allemagne        |        | 32              | 46.96           | NC              | NC              |
| 33                                          | Zoltán Kelemen        | Roumanie         |        | 33              | 45.58           | NC              | NC              |
| 34                                          | Maxim Shipov          | Israël           |        | 34              | 44.32           | NC              | NC              |
| 35                                          | Sean Carlow           | Australie        |        | 35              | 43.98           | NC              | NC              |
| 36                                          | Luis Hernández        | Mexique          |        | 36              | 42.74           | NC              | NC              |
| 37                                          | Manuel Koll           | Autriche         |        | 37              | 42.47           | NC              | NC              |
| 38                                          | Justin Pietersen      | Afrique du Sud   |        | 38              | 38.67           | NC              | NC              |
| 39                                          | Naiden Borichev       | Bulgarie         |        | 39              | 38.36           | NC              | NC              |
| 40                                          | Konstantin Tupikov    | Pologne          |        | 40              | 37.47           | NC              | NC              |
| 41                                          | Tristan Thode         | Nouvelle-Zélande |        | 41              | 35.29           | NC              | NC              |
| 42                                          | Kutay Eryoldas        | Turquie          |        | 42              | 35.04           | NC              | NC              |
| 43                                          | Danil Privalov        | Azerbaïdjan      |        | 43              | 34.73           | NC              | NC              |
| 44                                          | Tigran Vardanjan      | Hongrie          |        | 44              | 32.37           | NC              | NC              |
| 45                                          | Saulius Ambrulevičius | Lituanie         |        | 45              | 28.63           | NC              | NC              |
| Forfait                                     | Alban Préaubert       | France           |        | NC              | NC              | NC              | NC              |

### Dames

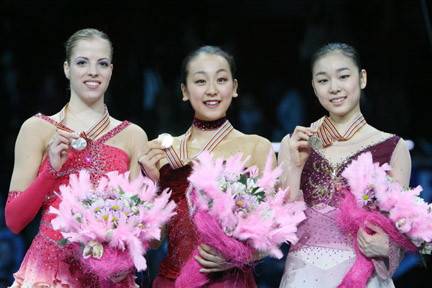
Podium des Dames

| Rang                                          | Nom                      | Pays             | Points | Programme court | Programme court | Programme libre | Programme libre |
| --------------------------------------------- | ------------------------ | ---------------- | ------ | --------------- | --------------- | --------------- | --------------- |
| 1                                             | Mao Asada                | Japon            | 185.56 | 2               | 64.10           | 2               | 121.46          |
| 2                                             | Carolina Kostner         | Italie           | 184.68 | 1               | 64.28           | 3               | 120.40          |
| 3                                             | Kim Yuna                 | Corée du Sud     | 183.23 | 5               | 59.85           | 1               | 123.38          |
| 4                                             | Yukari Nakano            | Japon            | 177.40 | 3               | 61.10           | 4               | 116.30          |
| 5                                             | Joannie Rochette         | Canada           | 174.12 | 6               | 59.53           | 5               | 114.59          |
| 6                                             | Sarah Meier              | Suisse           | 171.88 | 7               | 59.49           | 6               | 112.39          |
| 7                                             | Kimmie Meissner          | États-Unis       | 149.74 | 9               | 57.25           | 12              | 92.49           |
| 8                                             | Laura Lepistö            | Finlande         | 147.26 | 21              | 45.41           | 7               | 101.85          |
| 9                                             | Kiira Korpi              | Finlande         | 145.73 | 4               | 60.58           | 17              | 85.15           |
| 10                                            | Beatrisa Liang           | États-Unis       | 145.29 | 10              | 52.81           | 13              | 92.48           |
| 11                                            | Júlia Sebestyén          | Hongrie          | 145.17 | 19              | 47.04           | 8               | 98.13           |
| 12                                            | Annette Dytrt            | Allemagne        | 144.31 | 12              | 50.99           | 11              | 93.32           |
| 13                                            | Valentina Marchei        | Italie           | 142.93 | 17              | 48.89           | 9               | 94.04           |
| 14                                            | Mira Leung               | Canada           | 140.59 | 14              | 50.69           | 14              | 89.90           |
| 15                                            | Jelena Glebova           | Estonie          | 140.10 | 20              | 46.26           | 10              | 93.84           |
| 16                                            | Ashley Wagner            | États-Unis       | 137.40 | 11              | 51.49           | 15              | 85.91           |
| 17                                            | Ksenia Doronina          | Russie           | 135.25 | 15              | 49.94           | 16              | 85.31           |
| 18                                            | Viktoria Helgesson       | Suède            | 127.96 | 16              | 49.68           | 20              | 78.28           |
| 19                                            | Kim Na-young             | Corée du Sud     | 127.32 | 18              | 47.96           | 19              | 79.36           |
| 20                                            | Elene Gedevanishvili     | Géorgie          | 125.99 | 23              | 44.06           | 18              | 81.93           |
| 21                                            | Anastasia Gimazetdinova  | Ouzbékistan      | 124.92 | 13              | 50.84           | 21              | 74.08           |
| 22                                            | Tamar Katz               | Israël           | 116.86 | 24              | 43.58           | 22              | 73.28           |
| 23                                            | Melinda Sherilyn Wang    | Taipei chinois   | 116.12 | 22              | 44.77           | 23              | 71.35           |
| Abandon                                       | Miki Ando                | Japon            |        | 8               | 59.21           |                 |                 |
| Patineuses éliminées après le programme court |                          |                  |        |                 |                 |                 |                 |
| 25                                            | Jenna McCorkell          | Royaume-Uni      |        | 25              | 42.55           | NC              | NC              |
| 26                                            | Ivana Reitmayerová       | Slovaquie        |        | 26              | 41.79           | NC              | NC              |
| 27                                            | Tuğba Karademir          | Turquie          |        | 27              | 38.71           | NC              | NC              |
| 28                                            | Mérovée Ephrem           | Monaco           |        | 28              | 38.61           | NC              | NC              |
| 29                                            | Victoria Muniz           | Porto Rico       |        | 29              | 38.41           | NC              | NC              |
| 30                                            | Sonia Lafuente           | Espagne          |        | 30              | 38.35           | NC              | NC              |
| 31                                            | Liu Yan                  | Chine            |        | 31              | 38.13           | NC              | NC              |
| 32                                            | Nella Simaová            | Tchéquie         |        | 32              | 37.72           | NC              | NC              |
| 33                                            | Sonia Radeva             | Bulgarie         |        | 33              | 37.44           | NC              | NC              |
| 34                                            | Anna Jurkiewicz          | Pologne          |        | 34              | 37.09           | NC              | NC              |
| 35                                            | Irina Movchan            | Ukraine          |        | 35              | 36.17           | NC              | NC              |
| 36                                            | Julia Sheremet           | Biélorussie      |        | 36              | 34.69           | NC              | NC              |
| 37                                            | Tina Wang                | Australie        |        | 37              | 34.00           | NC              | NC              |
| 38                                            | Candice Didier           | France           |        | 38              | 33.91           | NC              | NC              |
| 39                                            | Roxana Luca              | Roumanie         |        | 39              | 32.07           | NC              | NC              |
| 40                                            | Viviane Käser            | Suisse           |        | 40              | 30.37           | NC              | NC              |
| 41                                            | Mirna Libric             | Croatie          |        | 41              | 30.20           | NC              | NC              |
| 42                                            | Ksenia Jastsenjski       | Serbie           |        | 42              | 29.05           | NC              | NC              |
| 43                                            | Barbara Klerk            | Belgique         |        | 43              | 28.38           | NC              | NC              |
| 44                                            | Loretta Hamui            | Mexique          |        | 44              | 28.15           | NC              | NC              |
| 45                                            | Gracielle Jeanne Tan     | Philippines      |        | 45              | 27.85           | NC              | NC              |
| 46                                            | Denise Koegl             | Autriche         |        | 46              | 27.36           | NC              | NC              |
| 47                                            | Charissa Tansomboon      | Thaïlande        |        | 47              | 27.28           | NC              | NC              |
| 48                                            | Stasia Rage              | Lettonie         |        | 48              | 26.45           | NC              | NC              |
| 49                                            | Tamami Ono               | Hong Kong        |        | 49              | 26.20           | NC              | NC              |
| 50                                            | Maria-Elena Papasotiriou | Grèce            |        | 50              | 25.95           | NC              | NC              |
| 51                                            | Lejeanne Marais          | Afrique du Sud   |        | 51              | 25.85           | NC              | NC              |
| 52                                            | Morgan Figgins           | Nouvelle-Zélande |        | 52              | 25.16           | NC              | NC              |
| 53                                            | Beatrice Rozinskaite     | Lituanie         |        | 53              | 24.02           | NC              | NC              |

### Couples

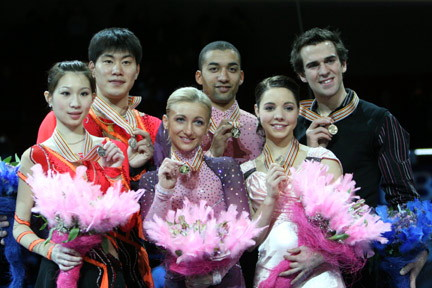
Podium des couples artistiques

| Rang    | Nom                                    | Pays        | Points | Programme court | Programme court | Programme libre | Programme libre |
| ------- | -------------------------------------- | ----------- | ------ | --------------- | --------------- | --------------- | --------------- |
| 1       | Aljona Savchenko / Robin Szolkowy      | Allemagne   | 202.86 | 2               | 72.00           | 1               | 130.86          |
| 2       | Zhang Dan / Zhang Hao                  | Chine       | 197.82 | 1               | 74.36           | 3               | 123.46          |
| 3       | Jessica Dubé / Bryce Davison           | Canada      | 192.78 | 4               | 68.66           | 2               | 124.12          |
| 4       | Yuko Kavaguti / Alexandre Smirnov      | Russie      | 191.33 | 3               | 71.42           | 4               | 119.91          |
| 5       | Pang Qing / Tong Jian                  | Chine       | 186.78 | 5               | 67.87           | 5               | 118.91          |
| 6       | Meagan Duhamel / Craig Buntin          | Canada      | 169.61 | 7               | 60.01           | 6               | 109.60          |
| 7       | Maria Mukhortova / Maksim Trankov      | Russie      | 166.64 | 6               | 64.09           | 9               | 102.55          |
| 8       | Anabelle Langlois / Cody Hay           | Canada      | 164.67 | 9               | 59.43           | 7               | 105.24          |
| 9       | Tatiana Volosozhar / Stanislav Morozov | Ukraine     | 159.95 | 8               | 59.53           | 10              | 100.42          |
| 10      | Rena Inoue / John Baldwin              | États-Unis  | 157.20 | 10              | 53.83           | 8               | 103.37          |
| 11      | Brooke Castile / Benjamin Okolski      | États-Unis  | 146.03 | 12              | 49.59           | 11              | 96.44           |
| 12      | Dong Huibo / Wu Yiming                 | Chine       | 142.83 | 11              | 50.49           | 12              | 92.34           |
| 13      | Laura Magitteri / Ondřej Hotárek       | Italie      | 126.38 | 14              | 42.18           | 13              | 84.20           |
| 14      | Adeline Canac / Maximin Coia           | France      | 124.68 | 16              | 41.75           | 14              | 82.93           |
| 15      | Stacey Kemp / David King               | Royaume-Uni | 123.98 | 13              | 44.28           | 15              | 79.70           |
| 16      | Dominika Piątkowska / Dmitri Khromin   | Pologne     | 111.94 | 17              | 38.32           | 16              | 73.62           |
| 17      | Hayley Anne Sacks / Vadim Akolzin      | Israël      | 111.23 | 15              | 41.96           | 17              | 69.27           |
| 18      | Marina Aganina / Dmitri Zobnin         | Ouzbékistan | 97.31  | 18              | 35.24           | 19              | 62.07           |
| 19      | Ariel Fay Gagnon / Chad Tsagris        | Grèce       | 95.65  | 19              | 33.34           | 18              | 62.31           |
| 20      | Amy Ireland / Michael Bahoric          | Croatie     | 77.39  | 20              | 26.57           | 20              | 50.82           |
| Forfait | Ekaterina Kostenko / Roman Talan       | Ukraine     |        | NC              | NC              | NC              | NC              |

### Danse sur glace

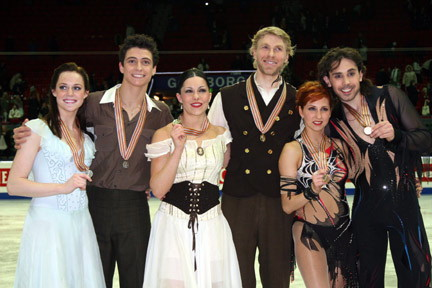
Podium de la danse sur glace

| Rang                                               | Nom                                     | Nation      | Points | Danse imposée | Danse imposée | Danse originale | Danse originale | Danse libre | Danse libre |
| -------------------------------------------------- | --------------------------------------- | ----------- | ------ | ------------- | ------------- | --------------- | --------------- | ----------- | ----------- |
| 1                                                  | Isabelle Delobel / Olivier Schoenfelder | France      | 212.94 | 1             | 40.73         | 1               | 67.25           | 2           | 104.96      |
| 2                                                  | Tessa Virtue / Scott Moir               | Canada      | 208.80 | 2             | 38.71         | 3               | 64.81           | 1           | 105.28      |
| 3                                                  | Jana Khokhlova / Sergey Novitski        | Russie      | 203.26 | 3             | 37.98         | 2               | 65.99           | 5           | 99.29       |
| 4                                                  | Tanith Belbin / Benjamin Agosto         | États-Unis  | 203.00 | 5             | 35.02         | 4               | 64.69           | 3           | 103.29      |
| 5                                                  | Federica Faiella / Massimo Scali        | Italie      | 201.91 | 4             | 37.15         | 5               | 63.55           | 4           | 101.21      |
| 6                                                  | Meryl Davis / Charlie White             | États-Unis  | 191.19 | 7             | 34.80         | 7               | 60.36           | 6           | 96.03       |
| 7                                                  | Nathalie Péchalat / Fabian Bourzat      | France      | 190.51 | 6             | 34.82         | 6               | 60.67           | 7           | 95.02       |
| 8                                                  | Sinead Kerr / John Kerr                 | Royaume-Uni | 186.94 | 8             | 33.48         | 8               | 59.86           | 8           | 93.60       |
| 9                                                  | Alexandra Zaretski / Roman Zaretski     | Israël      | 179.21 | 9             | 32.51         | 9               | 58.10           | 10          | 88.60       |
| 10                                                 | Anna Cappellini / Luca Lanotte          | Italie      | 179.03 | 11            | 31.52         | 10              | 57.05           | 9           | 90.46       |
| 11                                                 | Kristin Fraser / Igor Lukanin           | Azerbaïdjan | 173.95 | 10            | 31.86         | 11              | 56.35           | 11          | 85.74       |
| 12                                                 | Kimberly Navarro / Brent Bommentre      | États-Unis  | 165.90 | 12            | 31.48         | 13              | 52.10           | 14          | 82.32       |
| 13                                                 | Ekaterina Bobrova / Dmitri Soloviev     | Russie      | 164.72 | 16            | 29.12         | 12              | 52.88           | 13          | 82.72       |
| 14                                                 | Katherine Copely / Deividas Stagniūnas  | Lituanie    | 164.28 | 13            | 29.85         | 14              | 51.66           | 12          | 82.77       |
| 15                                                 | Ekaterina Rubleva / Ivan Shefer         | Russie      | 160.37 | 15            | 29.14         | 15              | 49.52           | 15          | 81.71       |
| 16                                                 | Cathy Reed / Chris Reed                 | Japon       | 155.15 | 18            | 28.16         | 18              | 47.70           | 16          | 79.29       |
| 17                                                 | Kaitlyn Weaver / Andrew Poje            | Canada      | 154.84 | 20            | 27.74         | 17              | 48.62           | 17          | 78.48       |
| 18                                                 | Anna Zadorozhniuk / Sergei Verbillo     | Ukraine     | 153.25 | 14            | 29.31         | 16              | 49.17           | 21          | 74.77       |
| 19                                                 | Allie Hann-McCurdy / Michael Coreno     | Canada      | 153.13 | 17            | 28.33         | 19              | 47.01           | 18          | 77.79       |
| 20                                                 | Nelli Zhiganshina / Alexander Gazsi     | Allemagne   | 150.82 | 19            | 28.07         | 21              | 45.52           | 19          | 77.23       |
| 21                                                 | Barbora Silná / Dmitri Matsjuk          | Autriche    | 147.21 | 21            | 24.85         | 20              | 46.90           | 20          | 75.46       |
| 22                                                 | Yu Xiaoyang / Wang Chen                 | Chine       | 139.20 | 23            | 23.90         | 23              | 43.97           | 23          | 71.33       |
| 23                                                 | Kamila Hájková / David Vincour          | Tchéquie    | 138.63 | 22            | 24.06         | 25              | 41.91           | 22          | 72.66       |
| 24                                                 | Leonie Krail / Oscar Peter              | Suisse      | 126.50 | 25            | 22.38         | 22              | 44.10           | 24          | 60.02       |
| Couples de danse éliminés après la danse originale |                                         |             |        |               |               |                 |                 |             |             |
| 25                                                 | Krisztina Barta / Ádám Tóth             | Hongrie     | 64.08  | 27            | 21.44         | 24              | 42.64           | NC          | NC          |
| 26                                                 | Joanna Budner / Jan Mościcki            | Pologne     | 62.28  | 24            | 23.61         | 28              | 38.67           | NC          | NC          |
| 27                                                 | Danielle O'Brien / Gregory Merriman     | Australie   | 60.12  | 28            | 20.24         | 27              | 39.88           | NC          | NC          |
| 28                                                 | Ksenia Shmirina / Egor Maistrov         | Biélorussie | 59.37  | 29            | 18.87         | 26              | 40.50           | NC          | NC          |
| 29                                                 | Yu Sun Hye / Ramil Sarkulov             | Ouzbékistan | 56.93  | 26            | 21.85         | 30              | 35.08           | NC          | NC          |
| 30                                                 | Ina Demireva / Juri Kurakin             | Bulgarie    | 53.38  | 30            | 17.75         | 29              | 35.63           | NC          | NC          |
| Couples éliminés après la danse imposée            |                                         |             |        |               |               |                 |                 |             |             |
| 31                                                 | Kristina Kiudmaa / Aleksei Trohlev      | Estonie     |        | 31            | 16.72         | NC              | NC              | NC          | NC          |